# Памфил Кесарійський
Памфил або Памфил Кесарійський (? — 309, Кесарія Палестинська, Ізраїль) — християнський священник, засновник біблійної школи, один з святих 12 мучеників, що постраждали в Кесарії Палестинській у 308—309 роках, святий. Був зарублений мечем.
Святі 12 мучеників:
- Памфил пресвітер
- Валент (Уалент) диякон
- Павло, Порфирій
- Селевкій
- Теодул
- Юліан
- Самуїл
- Ілля
- Даниїл
- Єремія
- Ісая

Всі вони постраждали під час гоніння на християн імператором Діоклетіаном в 308–309 роках у Кесарії Палестинській. Святий Памфил народився у ліванському місті Бейруті й походив з багатої родини. У Кесарії Каппадокійській його було висвячено на священника. Памфил був найвизначнішим знавцем Біблії і засновником біблійної школи. Він підготував найкраще на той час видання Святого Письма. У 308 році римський правитель Урбан ув'язнив та жорстоко мучив Памфила за те, що він не хотів принести жертви поганським божкам. Після двох років ув'язнення за наказом Фирмиліана, наступника Урбана, Памфила зарубали мечем за Христову віру. Разом з ним постраждали і інші одинадцять мучеників.
Тіла всіх 12-ти мучеників перебували без поховання протягом 4-х днів. Ні звірі, ні птахи їх не торкнулися. Збентежені цією обставиною, язичники дозволили християнам взяти тіла мучеників і поховати їх.

## Джерело
- Рубрика Покуття. Календар і життя святих. (дозвіл отримано 9.01.2008)